# Черано д'Интелви
Чера̀но д'Интѐлви (на италиански: Cerano d'Intelvi; на ломбардски: Sceran, Шеран) е село и община в Северна Италия, провинция Комо, регион Ломбардия. Разположено е на 562 m надморска височина. Населението на общината е 552 души (към 2017 г.).